# Lissoteles autumnalis
Lissoteles autumnalis là một loài ruồi trong họ Asilidae. Lissoteles autumnalis được Martin miêu tả năm 1961. Loài này phân bố ở vùng Tân nhiệt đới.